# Großsteingrab Slagslunde 2
Das 1930 unter Schutz gestellte Großsteingrab Slagslunde 2 (auch Langdysse 1 von Slagslunde oder Langdysse von Buresø genannt) liegt in einer Kindertagesstätte am Ende des Borgerdydsvej in Buresø bei Slangerup, in der Egedal Kommune auf der dänischen Insel Seeland.

## Beschreibung
Die Nordwest-Südost orientierte Megalithanlage entstand zwischen 3500 und 2800 v. Chr. als Großsteingrab der Trichterbecherkultur (TBK). Das Hünenbett hat eine Länge von 15,7 m, eine Breite von 6,9 m, und eine Höhe von etwa 1,9 m. Von den im Jahre 1874 von registrierten elf Randsteinen sind nur noch fünf erhalten. Im Hügel befinden sich zwei Urdolmen als Parallellieger, von denen je vier Steine erhalten sind. Die Kammern haben folgende Maße:
1. Länge 1,38 m, Breite 0,77 m
2. Länge 0,94 m, Breite 0,62 m

In der bebauten Fläche bis zu der Waldgrenze lagen noch zwei Dolmen, die vollständig verschwunden sind.
Ein anderer Langdysse liegt etwa 300 m entfernt im südlichen Teil des Slagslunde Skov. Der West-Ost orientierte Langhügel ist etwa 23,0 m lang, 6,5 m breit und 1,0 m hoch ist. Erhalten sind noch einige kleinere Randsteine. Er hatte vermutlich zwei Kammern.
Drei Runddysse (darunter der Mørkedysse) liegen im Norden des Waldes.